# Маневрова електростанція

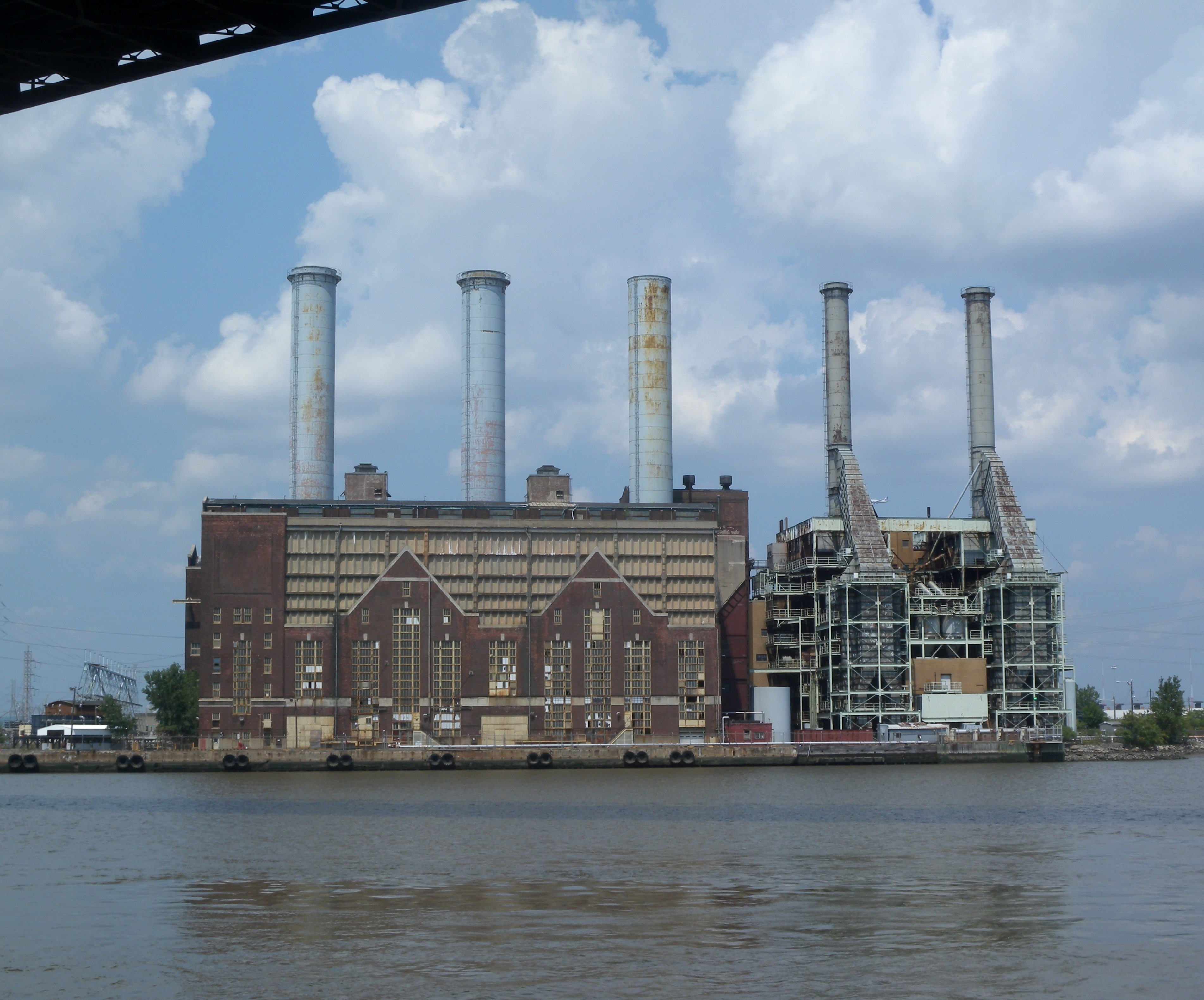
, колишня вугільна електростанція базової генерації, зараз — газова маневрова станція на річці у Нью-Джерсі

Маневрова електростанція — це електростанція, яка зазвичай, працює лише тоді, коли існує високий попит на електроенергію, відомий як пікові потреби.
Оскільки вони подають електроенергію лише час від часу, ціна за вироблену ними кіловат-годину, перевищує вартість кіловат-години базової генерації. Маневрові електростанції використовуються у поєднанні з електростанціями базової генерації, які забезпечують надійну та постійну кількість електроенергії, щоби задовольнити мінімальний попит.
Хоча історично маневрові електростанції часто використовувалися разом з вугільними електростанціями базової генерації, зараз маневрові електростанції використовуються рідше. Газові турбіни з комбінованим циклом мають два або більше циклів, перший з яких дуже схожий на маневрову установку, а другий працює на відпрацьованому теплі першого. Такий тип установки часто здатний швидко запуститися, хоча і зі зниженою ефективністю, а потім протягом кількох годин перейти до більш продуктивного режиму створення базової генерації. Установки з комбінованим циклом мають подібні капітальні витрати на ват, що й маневрові електростанції, але працюють набагато довше і споживають менше палива в цілому, отже й, виробляють дешевшу електроенергію.
Станом на 2020 рік, газові турбіни відкритого циклу, забезпечують вартість електроенергії близько 151—198 доларів США за МВт-год (0,15...0,19 дол. за кВт·год.)

## Години пік
Години пік зазвичай припадають на ранок або пізно вдень/вечір, залежно від місця розташування. У помірному кліматі години пік часто трапляються, коли ввечері після робочого дня повсюдно використовується побутова техніка. У жаркому кліматі пік, зазвичай припадає на післяобідній час, коли навантаження від кондиціонерів високе, протягом цього часу багато робочих місць все ще працюють і споживають електроенергію. У холодному кліматі пік припадає на ранок, коли починається опалення приміщень і робота промисловості.
Маневрова станція може працювати багато годин на добу, а може вмикатися лише на кілька годин щороку, залежно від стану електромережі регіону. Через витрати на будівництво ефективної маневрової електростанції, якщо така потужна електростанція буде працювати лише протягом короткого або дуже змінюваного часу, немає економічного сенсу робити її такою ж ефективною, як електростанцію базової генерації. Водночас, обладнання та паливо, що використовуються на установках базової генерації, часто не придатні для використання на установках з високим рівнем навантаження, оскільки часті зміни умов їхньої роботи, створюють велике механічне напруження на обладнання. З цих причин ядерні електростанції, електростанції на відходах, електростанції на вугіллі та біомасі рідко, якщо взагалі коли-небудь, застосовуються як маневрові електростанції.

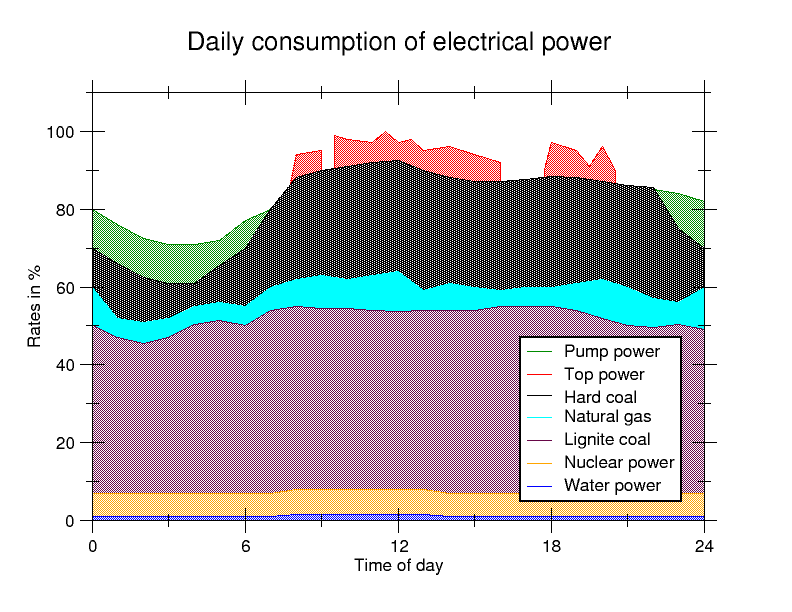
Виробництво електроенергії у Німеччині протягом дня 2005 року, без сонячної та вітрової генерації

## Відновлювані джерела енергії
Оскільки країни, поступово відходять від установок базової генерації на викопному паливі до відновлюваних, але переривчастих джерел електроенергії, як-от вітер і сонце, відповідно зростає потреба в системах зберігання енергії в мережі, як поновлювана альтернатива будівництву електростанцій з більшою потужністю або навантаженням. Іншим способом, є ширший розподіл генерувальних потужностей, завдяки використанню мережевих зв'язків, наприклад WECC Intertie Paths.

## Типи
Маневрові установки — це, здебільшого, газова турбіна або газовий двигун, які спалюють природний газ. Деякі спалюють біогаз або нафтопродукти, як-от дизельне паливо та авіаційне пальне (гас) , але вони, переважно дорожчі за природний газ, тож їх застосування обмежується землями, які не забезпечені природним газом. Тим не менш, багато маневрових електростанцій можуть використовувати нафту як запасне паливо, оскільки зберігати нафту у сховищах легко. Термодинамічна ефективність газотурбінних електростанцій простого циклу коливається від 20 до 42 %, разом з тим від 30 до 42 %, є середнім значенням для нової установки. Для більшої ефективності, на виході установки додається рекуперативний парогенератор. Це відоме як станція комбінованого циклу. Когенерація використовує відпрацьоване тепло для технологічних процесів, централізованого теплопостачання або інших можливостей опалення. Обидва ці варіанти застосовуються лише на установках, які призначені для роботи довше, ніж зазвичай. Природний газ та дизельний генератор із поршневим двигуном інколи використовуються для підтримки електричної мережі, із застосуванням менш потужних установок. Іншим способом підвищення продуктивності та вихідної потужності в газових турбінах, є установка системи охолодження вхідного повітря у турбіні, яка охолоджує вхідне повітря, збільшуючи масовий потік. Цей засіб, в поєднанні зі сховищем теплової енергії може збільшити вихідну потужність турбіни в пікові періоди, до 30 %.

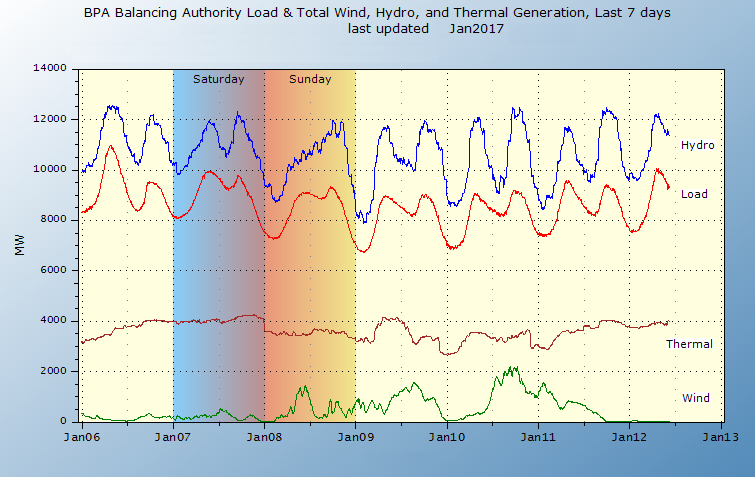
Бонневільське управління енергетики. Щоденне пікове навантаження з великою гідрогенерацією та тепловою базовою генерацією й переривчастою вітровю генерацією. гідрогенерація керує піками, з певним додаванням від теплової.

Гідроелектростанції є навмисно гнучкими; вони можуть генерувати менше під час непікового періоду та швидко відповідати на пікові потреби, отже, гідроелектростанція може працювати як станція, що слідує за навантаженням, або як маневрова станція, а за достатньої кількості води — як станція базової генерації. Турбіни на природному газі або сховище енергії на стисненому повітрі, часто застосовуються там, де не вистачає гідроелектроенергії, щоби врівноважувати щоденні та щотижневі коливання виробництва та споживання. ГЕС рідко будується з більшою потужністю, ніж це може підтримуватися витратою води, що дозволяє досягти вищої пікової потужності. Оновлення обладнання на наявних ГЕС, може бути одним із найменш витратних способів збільшення пікової генерації. Можливість змінювати кількість виробленої електроенергії, часто обмежується вимогою, щоби найменші або найбільші витрати води були задоволені.
Гідроакумулювальна електростанція — це найбільш доступний спосіб накопичення енергії в мережі, яка використовується для усереднення непікових і пікових потреб електроенергії. ГАЕС зберігає енергію, використовуючи гравітаційний потенціал води, що зберігається у водоймі на вищому рівні. Низька вартість непікової електроенергії від базового навантаження або непостійних поновлюваних джерел, використовується для перекачування води з нижнього рівня, для зберігання у вище розташованому водосховищі. У часи високого попиту на електроенергію, накопичена вода випускається крізь турбіни, для виробництва електроенергії. Час запуску становить лише кілька хвилин, а деякі можуть запускатися через кілька десятків секунд. Акумуляторні станції застосовуються в деяких випадках, коли умови сприяють тому, щоб забезпечити плавний потік електроенергії (уникаючи дорогого удосконалення лінії електропередавання), а також для забезпечення пікової потужності та щоби задовольнити інші послуги мережі наприклад оперативний резерв, іноді вкупі з турбінами або дизельними двигунами. Акумуляторна станція, є найшвидшою з усіх електростанцій і вона здатна відповідати на зміни умов електромережі за мілісекундні проміжки часу, надаючи обладнанню що повільніше реагує, можливість відповідати лише на вимкнення електроенергії. ГАЕС та акумуляторні батареї є чистими споживачами, оскільки вони не потребують властивого джерела енергії (необхідності спалювання палива), тож лише перетворення між електроенергією та потенційною енергією для накопичування і навпаки, несе певні втрати.
Сонячні теплові електростанції, були запропоновані 2017 року в межах Ринку 2 Департаменту енергетичних технологій США. Це сталося завдяки Хенку Прайсу з SolarDynamics, чия стаття «Сонячна маневрова електростанція» запропонувала використовувати накопичувач теплової енергії, властивий сонячній тепловій електростанції, що дозволяє цій тепловій формі сонячної енергії, керувати генерацією як газова електростанція, постачати електроенергію на вимогу вдень або вночі, а натомість контролювати її послуги та оплачену потужність, щоб бути доступними, коли це треба, як і звичайна електростанція. Сонячна теплова електростанція, виробляє електроенергію на електростанції парового циклу, як і звичайна електростанція, але тепло для пари отримується завдяки сонячній енергії, що нагріває таку речовину, як розплавлені солі, та зберігає тепло доти, поки воно не знадобиться як джерело отримання розжареної пари, для виробництва електроенергії.

## Базова генерація
Противагою пікових установок, є електростанція базової генерації. Атомні та вугільні електростанції, здебільшого, працюють безперервно, зупиняючись лише на технічне обслуговування або несподівані вимкнення. Висока вартість за ват ядерної енергії та інші технічні проблеми, роблять їх відносно дорогими та незручними у використанні, щодо подальшого та пікового навантаження. Електростанції середнього навантаження, як-от ГЕС, працюють між цими крайнощами, знижуючи свою продуктивність вночі та у вихідні дні, коли попит низький. Проміжна генерація використовуються переважно для задоволення попиту на електроенергію, оскільки нижча ефективність потужних установок, робить їхнє застосування дорожчим.